# Nand Prayag
Nand Prayag là một thị xã và là một nagar panchayat của quận Chamoli thuộc bang Uttaranchal, Ấn Độ.

## Nhân khẩu
Theo điều tra dân số năm 2001 của Ấn Độ, Nand Prayag có dân số 1433 người. Phái nam chiếm 56% tổng số dân và phái nữ chiếm 44%. Nand Prayag có tỷ lệ 70% biết đọc biết viết, cao hơn tỷ lệ trung bình toàn quốc là 59,5%: tỷ lệ cho phái nam là 78%, và tỷ lệ cho phái nữ là 61%. Tại Nand Prayag, 13% dân số nhỏ hơn 6 tuổi.